# Épave de Ngomeni
 
L'épave de Ngomeni est formée par les restes d'un navire marchand portugais du XVIe siècle. Découverte par des pêcheurs dans les années 1980, elle a été annoncée en 2006 au musée de Malindi. Elle repose par 5 m de fond à trois kilomètres de la côte de Ngomeni au nord de Malindi au Kenya.
Les fouilles ont été menées sur un site de 20 x 40 m. Elles ont révélé un bateau d'une grande taille et relativement bien conservé. Il transportait de l'ivoire et des cornes d'animaux, des objets en céramique islamique verte et noire ainsi que des lingots de cuivre portant la marque des Fugger. Par ailleurs, les archéologues ont retrouvé des boulets de canon  et des ancres en pierre, des plaques de plomb, des clous en fer et de nombreuses concrétions.
A l'issue des fouilles, le site a été à nouveau recouvert afin de mieux le préserver. Il est envisagé d'en faire un musée sous-marin pour favoriser le développement du tourisme. Les échantillons recueillis sont entreposés au musée du Fort Jesus.